# Luxemburg i olympiska sommarspelen 2016
Luxemburg deltog med 10 deltagare vid de olympiska sommarspelen 2016 i Rio de Janeiro. Ingen av landets deltagare erövrade någon medalj.